# Johann Fischer von Waldheim
Johann Gotthelf Fischer von Waldheim in russo Григорий Иванович Фишер фон Вальдгейм?, Grigorij Ivanovič Fišer fon Val'dgejm (Waldheim, 13 ottobre 1771 – Mosca, 18 ottobre 1853) è stato un entomologo, paleontologo e anatomista tedesco.
Fischer nacque a Waldheim, in Sassonia, ed era figlio di un tessitore di lino. Studiò medicina a Lipsia. Viaggiò a Vienna e a Parigi in compagnia del suo amico Alexander von Humboldt e studiò sotto Georges Cuvier. Ottenne un professorato a Magonza e poi, nel 1804, divenne professore Demidov di storia naturale e direttore del Museo di Storia Naturale presso l'università di Mosca. Nell'agosto 1805 fondò la Société Impériale des Naturalistes de Moscou.
Fischer fu dedito soprattutto alla classificazione degli invertebrati, lavoro che portò alla sua Entomographia Imperii Rossici (1820-1851). Trascorse anche del tempo a studiare fossili nell'area intorno a Mosca.
Muore nel 1853 e viene sepolto nel Cimitero Vvedenskoe a Mosca.
| Fischer von Waldheim, G. Fischer, Fischer de Waldheim è l'abbreviazione standard utilizzata per le specie animali descritte da Johann Fischer von Waldheim. Categoria:Taxa classificati da Johann Fischer von Waldheim |